# L'Appel du destin
Pour plus de détails, voir Fiche technique et Distribution.
L'Appel du destin est un film français réalisé par Georges Lacombe, sorti en 1953. Ce film est suite de la vie romancée du jeune Roberto Benzi qui avait été portée à l'écran avec un grand succès par Georges Lacombe en 1950 sous le titre Prélude à la gloire.
Le film traite des problèmes de la paternité et de l’amour filial. Au cours d'une tournée, le jeune chef d'orchestre prodige Roberto Lombardi rencontre son père Lorenzo qu'il n'a jamais connu : celui-ci, pianiste renommé, avait quitté le domicile familial et sombré dans l'alcoolisme. Grâce aux efforts de Roberto et de sa mère, Lorenzo retrouvera sa famille.

## Synopsis
Roberto Lombardi, sympathique adolescent de 14 ans, est un jeune chef d'orchestre symphonique talentueux et précoce qui dirige de grands concerts, certes en culottes courtes mais avec une maîtrise remarquable. Accompagné de sa mère, Roberto arrive à Venise, la ville où la musique occupe une place de choix. Pourtant ce premier soir, au bord du Grand Canal de la Sérénissime, entouré de palais somptueux, il est contemplatif, mélancolique et triste. Sa mère Lucienne, au cœur dur, qui peut confondre la musique de Mozart avec celle d’une rengaine de gondoliers, l'a élevé sans le comprendre, sans le soutien qui lui serait nécessaire pour son art. Son père ? Il ne l'a jamais vu ! Le lendemain au cours d’une répétition, une sorte de vagabond mal rasé, qui s’est glissé dans le théâtre, est expulsé. L’homme se débrouille pour rencontrer Roberto à la plage du Lido de Venise. Le contact entre les deux est direct, sympathique. Roberto apprend que l’inconnu nommé Lorenzo, est un musicien raté. L'amour de la musique ne tarde pas à rapprocher les deux hommes et reconnaissant pour ses bons conseils, Roberto donne à Lorenzo un billet pour venir, le soir même, le voir jouer au théâtre. Ce soir-là, Lucienne reconnait avec anxiété l’homme dans la salle. Ce Lorenzo n’est autre que le père de Roberto, son ex-mari, un ex-pianiste de génie, déchu, qui n'est plus qu'une épave ruinée par l'alcool et dont elle a dû se séparer pour que leur fils puisse vivre heureux. « Il est ce que je fus et il sera ce que j’aurais pu être » dit Lorenzo. Lucienne lui demande de sortir de la vie de son fils. Trop tard ! Roberto à la fin de son triomphal concert, sortant de scène, les entend discuter dans les coulisses. Il réalise alors que Lorenzo Lombardi est son père et qu'il était un grand artiste autrefois. 
Ayant perdu sa trace, Roberto cherche son père dans tout Venise et finit par le retrouver dans une modeste chambre. Il décide de partir avec lui, à Rome, après avoir envoyé une lettre à sa mère. Là, parmi la beauté des lieux, le père et le fils parcourent les rues de cette ville où, nulle part ailleurs, 28 siècles d’histoiresont autant présents. Dans la ville Éternelle, ils se sentent heureux, se redonnant mutuellement le goût de vivre. Apprenant ces retrouvailles, Lucienne, très troublée, se remet en question et vient les rejoindre. Et alors qu’elle n'avait jamais bien compris cette passion commune aux deux hommes de sa vie, ils lui annoncent leur projet de jouer ensemble, dans deux mois, à Paris, le Concerto de L'empereur de Beethoven, qui avait été le grand succès de Lorenzo, en 1938.  Pendant que Roberto poursuit ses tournées dans les grandes capitales européennes, Lorenzo répète avec acharnement sa partition. Tandis que les affiches parisiennes annoncent à la salle Gaveau la prestation des deux artistes, en pleine répétition Lorenzo ne peut plus jouer, ferme le piano et quitte la salle sous le regard sombre de son fils. Par peur de l’échec, Lorenzo disparaît. Le concert a lieu avec un autre pianiste. Déconcerté, abandonné par son père qui est retourné à Venise, à nouveau sous l’emprise de l’alcool, Roberto part à la campagne. Là, aidé par le malicieux Monsieur Galibert, collectionneur de cris et de chants d’oiseaux, Roberto réussit à se ressourcer au sein de la Nature. De son côté, Lucienne, toujours amoureuse de son mari, par un retour sur elle-même, s'emploie, non sans mal, à ce que Lorenzo accepte de suivre une cure de désintoxication. L’équilibre familial retrouvé, le père et fils sont réunis à l’appel du destin, et finalement Lucienne assiste à leur triomphe commun lors d'un concert, heureuse de voir enfin le fils diriger son père soliste, dans le Concerto de l’empereur de Beethoven.

## Fiche technique
- Titre : L'Appel du destin
- Réalisation : Georges Lacombe
- Assistant à la mise en scène : Roger Dallier
- Scénario et dialogues : Jacques Viot
- Décors : Henri Morin
- Photographie : Robert Lefebvre
- Son : Jean Rieul
- Musique  : Louis Beydts
- Musiques de Beethoven - Berlioz - Chopin - Liszt - Moussorgsky - Ravel - Mozart -  Weber
- Orchestre de la Société des concerts du Conservatoire sous la Direction de Roberto Benzi
- Pianiste : Nikita Magaloff
- Montage : Henri Taverna
- Photographe de plateau : Raymond Voinquel
- Production : Miramar Productions - Ciné Sélections
- Tournage : 18 août - 1er octobre 1952
- Pays d'origine :  France
- Format : Noir et blanc - 1,37:1 - 35 mm - Son mono
- Genre : Comédie dramatique
- Durée : 100 min
- Date de sortie : 
  - France : 15 février 1953
- Affiche : René Péron (France)

## Distribution
- Jean Marais : Lorenzo Lombardi, le père
- Roberto Benzi : Roberto Lombardi, le jeune chef d'orchestre
- Jacqueline Porel : Lucienne Lombardi, la mère
- Renée Devillers : Germaine Obrecht, gouvernante de Roberto
- Fernand Sardou :  le "Dottore" Aldo
- Georgette Anys : la “grosse Lolo”
- Édouard Delmont : monsieur Galibert
- Marcel Lebas : le facteur
- Charles Dechamps : l’impresario Mr Roze
- Jean Lanier : un ami
- Fernand Rauzena : Mr Torquato
- Germaine Page : Mme Torquato
- Philippe Richard : le Directeur
- Julien Verdier : le musicien
- Léon Walther : le critique comte Amadeo
- René Brun
- Jackie Sardou (née Rollin)
- Dominique Marcas

## Autour du film
Gilles Durieux, dans sa biographie de Jean Marais, écrit : « Cette fois, c’était Georges Lacombe, bon technicien mais réalisateur sans trop d’ambition, qui l’attendait (Jean Marais) pour des scènes à Venise et Rome. Il s’agissait, pour lui, de renouer avec succès d’un film précédent,  Prélude à la gloire, exclusivement consacré à conforter le mythe d’un « enfant prodigue », Roberto Benzi. Ce dernier, né en 1937, avait dirigé avec succès à l’âge de onze ans l’orchestre des Concerts Colonne à Bayonne puis à Paris (Orchestre Colonne). À l’instar de Shirley Temple ou Minou Drouet, l’époque aimait les enfants stars . Et la légende forgée autour de ce très jeune chef avait permis à ce dernier d’assurer avec succès, plus tard, une longue tournée à travers le monde avant d’être engagé comme directeur musical de l'Orchestre national Bordeaux Aquitaine qu’il dirigea jusqu’en 1987. Prélude à la gloire, le film de Georges Lacombe, participait donc à la mise sur orbite du mythe. Tourné en 1949, on trouvait, dans ce long métrage promotionnel, Roberto Benzi lui-même incarnant son propre rôle alors qu’il n’avait pas encore qu’une douzaine d’années. Pour ce faire, on avait fabriqué à la hâte une vague intrigue policière dont il était à la fois la victime et le héros. Le petit musicien prodigue s’y voyait, en effet, l’objet de sordides manipulations mercantiles imaginées par des aigrefins sans scrupules.
Durant les premières répétitions pour le tournage du film, certains musiciens de l'orchestre doutèrent des possibilités exceptionnelles du jeune prodige. Mais dès l'instant où ce dernier frappa le pupitre de sa baguette et cria « do dièse » sans hésitation, tout l'orchestre adora son chef par la suite.
Dans le second film que s’apprêtait à réaliser Georges Lacombe, autour et avec le même Roberto Benzi, on avait tenté, en revanche, de mettre au point un scénario s’inspirant plus directement de la vie de la jeune vedette, en rappelant notamment qu’il devait ses connaissances à son père, professeur de piano.
Ce père, justement, était celui qu’on attendait en Italie. Georges Lacombe, a-t-on dit, avait hésité longtemps avant d’oser demander au jeune premier du cinéma français de quitter son emploi pour composer un personnage bien différent. Pour Jean Marais, au contraire, cette proposition venait à point nommé, car c'était pour lui l'occasion de dire adieu justement aux emplois de jeune premier dans lesquels on avait tendance à l'enfermer. Il lui fallut pousser la composition assez loin parce que Lorenzo, tel que l’avait imaginé le scénariste Jacques Viot, avait sombré  dans l’alcoolisme après avoir quitté femme, enfant et piano. Un prétexte dramatique pour que L’Appel du destin puisse déployer une histoire parfaitement édifiante, pour ne pas dire lénifiante, le jeune prodige de la musique devenant le rédempteur de son papa déchu .
Si L’Appel du destin va clore la carrière cinématographique de Robero Benzi, celle de Jean Marais était, on s’en doute, bien loin d’être achevée. Qu’on en juge ! En 1953, c’est-à-dire l’année suivant le tournage du film de Georges Lacombe, pas moins de cinq films avec Jean Marais en vedette se succédèrent à l’écran. Outre L’Appel du destin, les fans du comédien purent applaudir leur idole dans Les Amants de minuit, à l’affiche en avril,Dortoir des grandes, sorti en septembre, Julietta, présenté en décembre. Sans oublier La Maison du silence (La voce del silenzio), un long métrage italo-français que Marais interpréta sous la direction du grand réalisateur autrichien Georg Wilhelm Pabst »